# Lya Mara

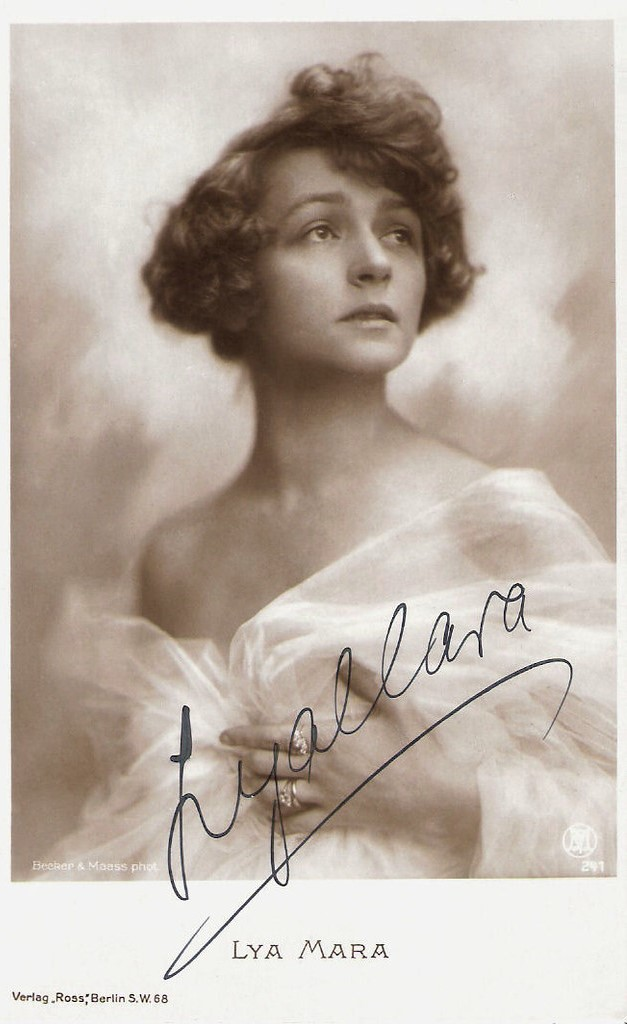
Handsigniertes Foto von Lya Mara aus dem Atelier Becker & Maass, Berlin

Lya Mara (eigentlich Alexandra Gudowicz, lettisch: Aleksandra Gudoviča; * 1. August 1893 in Riga, Gouvernement Livland, Russisches Kaiserreich; † 1. November 1969 in Lausanne, Schweiz) war eine deutsche Stummfilmschauspielerin lettisch-polnischer Herkunft.

## Leben und Wirken
Die Tochter des Gerichtsbeamten Anton Gudowicz und seiner Frau Mathilde, geb. Abolait, ging nach Schulabbruch, dem Besuch einer Ballettschule und einer ersten Anstellung am Ballett des Staatstheaters in Riga 1913 nach Warschau und wurde Primaballerina. Zunächst nebenher trat sie ab 1916 als Mia-Mara im polnischen Film in Erscheinung und spielte dort in zwei Filmen gemeinsam mit Pola Negri.
Der Regisseur, Produzent und Schauspieler Friedrich Zelnik entdeckte sie und holte sie 1917 nach Berlin, wo sie von nun an fast ausschließlich in seinen auf sie zugeschnittenen Unterhaltungsfilmen auftrat. Ihr erster deutscher Film war dabei Das Geschlecht der Schelme, 1. Teil. Am 1. Juli 1920 heiratete Zelnik Lya Mara. Die Sujets ihrer Filme waren kolportagehaft und hoben sich damit nicht vom durchschnittlichen Unterhaltungsfilm der Zeit ab. In den 1920er Jahren stand sie mehrfach mit Hans Albers vor der Kamera (Lydia Sanin, 1922, Auf Befehl der Pompadour, 1924, Die Venus von Montmarte, 1925 und Der rote Kreis, 1929).
Lya Mara spielte ab etwa 1925 in kommerziell erfolgreichen Stummfilmoperetten wie Die Försterchristl, An der schönen blauen Donau, Der Zigeunerbaron u. a. neben Alfred Abel und Harry Liedtke. Im Zuge dieses Erfolges erschien eine Romanreihe als Groschenheftchen unter dem Titel Lya. Der Herzensroman einer Kinokönigin. Danach zog sie sich aus dem Filmgeschäft zurück. Ihr einziger Tonfilm ist die Zelnik-Produktion Jeder fragt nach Erika (1931).
1933 folgte sie ihrem Mann ins Exil nach London. Nachdem Friedrich Zelnik 1950 verstorben war, ging Lya Mara 1966 nach Lausanne. Dort ließ sie sich zunächst im Hotel Eden und dann im Hotel Mirabeau nieder. Sie starb 1969 in der Clinique Bois-Cerf und wurde auf dem Friedhof Bois-de-Vaux beigesetzt.

## Filmografie
- 1916: Studentenliebe
- 1916: Bestia
- 1917: Das Geschlecht der Schelme, 1. Teil
- 1918: Die Nonne und der Harlekin
- 1918: Die Rothenburger
- 1918: Halkas Gelöbnis
- 1918: Das Geschlecht der Schelme, 2. Teil
- 1919: Charlotte Corday
- 1919: Maria Evere
- 1919: Manon. Das hohe Lied der Liebe
- 1919: Die Erbin von Monte Christo
- 1919: Das Haus der Unschuld
- 1920: Eine Demimonde-Heirat
- 1920: Die Prinzessin vom Nil
- 1920: Die Erlebnisse der berühmten Tänzerin Fanny Elßler
- 1920: Anna Karenina
- 1920: Kri-Kri, die Herzogin von Tarabac
- 1920: Fasching
- 1921: Die Geliebte des Grafen Varenne
- 1921: Miss Beryll …Die Laune eines Millionärs
- 1921: Aus den Memoiren einer Filmschauspielerin
- 1921: Trix, der Roman einer Millionärin
- 1921: Tanja, die Frau an der Kette
- 1921: Das Mädel von Piccadilly (2 Teile)
- 1921: Die Ehe der Fürstin Demidoff
- 1922: Die Geliebte des Königs
- 1922: Yvette, die Modeprinzessin
- 1922: Die Tochter Napoleons
- 1922: Erniedrigte und Beleidigte
- 1922: Das Mädel aus der Hölle
- 1922: Lyda Ssanin
- 1922: Die Männer der Sybill
- 1923: Daisy. Das Abenteuer einer Lady
- 1923: Katjuscha Maslowa
- 1923: Nelly, die Braut ohne Mann
- 1924: Die Herrin von Monbijou
- 1924: Das Mädel von Capri
- 1924: Auf Befehl der Pompadour
- 1925: Die Venus vom Montmartre
- 1925: Die Kirschenzeit
- 1925: Frauen, die man oft nicht grüßt
- 1926: Die Försterchristl
- 1926: An der schönen blauen Donau
- 1926: Die lachende Grille
- 1927: Der Zigeunerbaron
- 1927: Das tanzende Wien. An der schönen blauen Donau. 2. Teil
- 1928: Heut’ tanzt Mariett
- 1928: Mary Lou
- 1928: Mein Herz ist eine Jazzband
- 1928: Der rote Kreis
- 1931: Jeder fragt nach Erika